# Superfícies de Bézier

Exemplo de Superfície de Bézier.

Superfícies de Bézier são uma espécie de Splines matemáticas usadas em computação gráfica, sistemas CAD, e modelagem por elementos finitos. Tal como acontece com as curvas de Bézier, as superfícies de Bézier são definidas por um conjunto de pontos de controle. Semelhante com a interpolação em muitos aspectos, uma das diferenças fundamentais é que uma superfície de Bézier em geral não passa pelos pontos de controle centrais, mas é "esticada" na direção de cada um deles como se houvesse uma força atrativa. O que é visualmente intuitivo, e conveniente para muitas aplicações matemáticas.
A Superfície de Bézier é de continuidade G2.

## História
Ela foi desenvolvida em 1962 e seu nome é devido a quem publicou o primeiro trabalho sobre a curva, o francês Pierre Bézier, funcionário da Renault, que a usou para o design de automóveis. Ela foi desenvolvida a partir do Algoritmo de De Casteljau, em 1957, (Paul de Casteljau, Citroën) e formalizada na década de 60. As superfícies de Bézier podem ser de qualquer grau, porém as bicubicas proporcionam grau de liberdade suficiente para grande variedade de aplicações.

## Equação
Uma dada superfície de ordem (n, m) é definida por um conjunto de (n + 1)(m + 1) pontos de controle ki,j. Ela mapeia a unidade quadrada em uma superfície lisa contínua, embutidas dentro de um espaço de mesma dimensão como { ki,j }. Por exemplo, se os k são pontos em um espaço de quatro dimensões, então a superfície estará dentro de um espaço de quatro dimensões. 
A superfície de Bézier de duas dimensões pode ser definida por uma superfície paramétrica onde as posições dos pontos p, como uma função das coordenadas paramétricas u, v, são dadas por:    
{\displaystyle \mathbf {p} (u,v)=\sum _{i=0}^{n}\sum _{j=0}^{m}B_{i}^{n}(u)\;B_{j}^{m}(v)\;\mathbf {k} _{i,j}}

Curvas de Bézier.

avaliados ao longo da unidade quadrada, onde
{\displaystyle B_{i}^{n}(u)={n \choose i}\;u^{i}(1-u)^{n-i}}
é o polinômio de Bernstein, e
{\displaystyle {n \choose i}={\frac {n!}{i!(n-i)!}}}
é o coeficiente binomial.